# J-Walk (韓国の音楽グループ)
J-walk（제이워크、ジェイウォーク）は、韓国の男性アイドルボーカルデュオである。
グループとしてのデビュー年次は韓国アイドル第1.5～第2世代ではあるが、Sechs Kiesメンバーであった2人が解散後に新たに結成したグループであるため第1世代アイドルとして分けられる。
現在はSechs Kiesの再活動により、Sechs Kiesのユニットグループと位置付けられているようである。(YGエンターテインメント公式サイトには掲載無し)

## 略歴
2000年のSechs Kies解散後にキム・ジェドクとチャン・スウォンが事業(ダンススクール)の共同経営を開始し、その過程でボーカルデュオを新たな事務所の下で結成。
2002年3月26日に正規1集「Suddenly」を発表したが、当初は「顔のない歌手(顔出しをしない)」をコンセプトにマーケティングをしていた。
2集活動終了後(2002年末)に所属事務所が倒産廃業したために、新たにキスエンターテインメントに移籍。DSPの後輩で、同じ事務所に移籍してきたClick-Bと組んだ「JNC」という合同プロジェクトグループとしても活動した。
2007年にシングルアルバム「天気雨(여우비)」でカムバック。2008年6月には6年振りに正規3集を発表したが、直後にキム・ジェドクが兵役により入隊、また翌年2009年末にチャン・スウォンが入隊したことでグループ活動は長い休止期間に入った。
2013年8月、5年振りのオリジナルシングル「フラペチーノ(프라프치노)」を発表。同年12月にはクラウドファンディングで資金を集めて作成したミニアルバム「Love...Painfully」のタイトル曲「애써 (Feat. 지조)」でカムバックした。
以降もシングルやオムニバスアルバムに参加で活動をしていたが、2016年4月のSechs Kies再結成後は2018年6月23日に単独ファンミーティング「WALK PLAY LOVE」(梨花女子大大講堂)を開催した以外はJ-walkとしての活動はほぼ休止状態になっている。

## メンバー
- キム・ジェドク　1979年8月7日（45歳）
- チャン・スウォン　1980年7月16日（44歳）

## ディスコグラフィー

### 正規アルバム
- 1集「Suddenly」(2002年3月22日)
- 2集「Someday」(2002年10月14日)
- 3集「My Love」(2008年6月17日)

### ミニアルバム・シングル
- ミニアルバム「Love...Painfully」(2013.12.12)
- シングル「天気雨(여우비)」(2007.10.15)
- シングル「愛してると叫ぶ (사랑한다 외쳐요)」(2009.03.17)
- シングル「Get On The Floor」(キム・ジェドク単独)(2011.09.07)
- シングル「フラペチーノ(프라프치노)」(2013.08.14)
- シングル「初雪降る日(첫눈 오는 날)」(2013.11.29)
- シングル「どんな言葉が必要(무슨말이 필요해)」(2014.01.27)
- シングル「お願い(비나이다)」(2014.04.24)